# Umbrüggler Alm
Die Umbrüggler Alm (auch Umbrückler Alm) ist eine Alm an der Nordkette oberhalb von Innsbruck. Sie ist im Eigentum der Stadt Innsbruck.

## Geschichte
Über die Ursprünge der Alm ist nichts bekannt. 1535 wird ein Stefan Prager, Metzger in Mariahilf, als Bergrichter auf der „Anbrugger Albm“ erwähnt. Er übte vermutlich die Funktion des örtlichen Vertreters des Haller Bergrichters aus. Der Name leitet sich von der Anbruggen, dem heutigen Stadtteil Mariahilf-St. Nikolaus her, deren Bewohner das Recht zum Viehweideauftrieb besaßen. 1704 findet sich die Umbrüggler Alm auf dem sogenannten Hofwaldplan, der den landesfürstlichen Waldbestand darstellt, eingezeichnet.
1873 stellte Anton Graßmair an den Höttinger Gemeinderat den Antrag auf Errichtung einer neuen Almhütte, da diese nicht mehr zur Unterbringung von Senner und Vieh geeignet war. Der Gemeinderat stimmte dem Antrag zu und reihte ihn noch vor den Bau eines neuen Schulhauses. Im selben Jahr wurde auch erstmals der Ausschank und die Ausgabe von einfachen kalten und warmen Gerichten gestattet.
Zunächst wurde zur Betreuung der Hütte ein Aufseher von der Gemeinde bestellt, später wurde die Alm verpachtet. Mit der Eingemeindung Höttings 1938 ging die Umbrüggler Alm in den Besitz der Stadt Innsbruck über. 1873 befanden sich 91 Stück Vieh auf der Alm. Die Zahl ging laufend zurück, 1961 beherbergte die Umbrüggler Alm nur mehr 15 Stück Vieh, 1964 waren es nur noch 6 Milchkühe.
Bei einer Kontrolle der Lebensmittelpolizei 1976 wurden die Lagerräume als unzulänglich und die hygienischen Mindestanforderungen als nicht erfüllt angesehen. Nach längeren Kontroversen kündigte der letzte Pächter im Jänner 1979 den Pachtvertrag und der Stadtsenat beschloss im April 1979 den Abbruch der Almhütte.
Seither gab es immer wieder Pläne für einen Wiederaufbau, die jedoch nicht verwirklicht werden konnten. Im November 2013 beschloss der Stadtsenat schließlich die Neuerrichtung der Umbrüggler Alm und ließ einen Architekturwettbewerb ausschreiben. Unter den sieben eingereichten Beiträgen wurde das Projekt der Bregenzer Architekten Philip Lutz und Elmar Ludescher einstimmig zum Sieger gewählt.
Im Dezember 2014 erfolgte der Spatenstich für den 1,95 Millionen Euro kostenden Neubau. Im November 2015 wurde die Alm eröffnet und der Schlüssel an die Pächter übergeben.

## Gebäude

### Almhütte von 1873
Die 1873 errichtete und 1979 abgetragene Almhütte war ein langgestreckter einhofartiger Bau mit der Traufe parallel zum Hang. Die Hütte war an der Bergseite, am westlichen First- und am Wohnteil an der talseitigen Traufseite aus Findlingsteinen aufgemauert und sonst in Bohlenständerbauweise mit runden Blöcken errichtet. Das Dach war durchgehend mit Blech gedeckt.

### Neubau
Der Neubau wurde 2014/15 etwas nördlich der abgetragenen alten Hütte am oberen Rand der Lichtung errichtet. Teile des Gebäudes wurden im ansteigenden Gelände versenkt und ein Teil der Terrasse direkt aus der Topografie entwickelt. Überspannt wird das Gebäude von einem vielflächig geneigten Dach, das auf der im Süden vorgelagerten Terrasse witterungsgeschützte Sitzplätze bietet. Ein Großteil des Gebäudes mit Ausnahme des Kellers und der aus Lawinenschutzgründen betonierten Rückwand besteht aus Holz. Es ist außen mit Lärchenschindeln und innen mit Latten aus Weißtanne verkleidet. 
Das Innere mit offenem Dachstuhl und durchgehenden Fensterbändern auf der Südseite wird durch einen offenen Kamin in zwei Gaststuben getrennt. Die Wand um den Kamin ist mit Höttinger Breccie getäfelt. 2016 erhielt das Projekt einen Anerkennungspreis im Wettbewerb des Landes Tirol für Neues Bauen. 2017 wurde den Architekten von der UNESCO der Prix Versailles für die Innenraumgestaltung verliehen.

## Das Kasermandl
Die Umbrüggler Alm gilt (neben anderen) als Heimat des sagenhaften Kasermandls, eines kleinen, gutartigen, manchmal aber auch boshaften Almgeistes, der nach dem Almabtrieb im Winter in der Sennhütte sein Unwesen treibt. Josef Pöll widmete diesem das zum Volkslied gewordene Stück ’s Kasermandl, nach der ersten Zeile auch Af der Umbrückleralm genannt.